# سقوط فايثون (لوحة)
سقوط فايثون (بالإنجليزية: The Fall of Phaeton)‏ هي لوحة بريشة الرسام الفلمنكي بيتر بول روبنز رسمها بين عامين (1605-1604)، تصور الأسطورة اليونانية القديم فايثون أبن اله الشمس اليوناني هيليوس، وهو موضوع متكرر في الفنون البصرية. أللوحة محفوظة في المعرض الوطني للفنون واشنطن.

## الوصف
أختار روبنز تصوير الأسطورة في ذروة نشاطها، مع الصواعق التي ألقى بها زيوس على اليمين. توفر الصواعق تباينًا خفيفًا لتسهيل عرض الرعب على وجه فايتون والخيول والشخصيات الأخرى مع الحفاظ على ظلام الحدث. تمثل شخصيات الفراشة الأنثوية المجنحة الساعات والفصول ، والتي تتفاعل في رعب مع تعطل دورة الليل والنهار. كما تعطلت الدائرة الفلكية الكبرى التي تقوس السماء. تشكل مجموعة الأجسام شكلًا بيضاويًا قطريًا في الوسط، يفصل هذا الشكل بين الجوانب الداكنة والفاتحة من القماش. يتم ترتيب الجثث لمساعدة المشاهد في السفر باستمرار حول هذا الشكل البيضاوي. رسم روبنز سقوط فايتون في روما. تم وضعها في المعرض الوطني للفنون منذ 5 يناير 1990.